# 業務委託車站
業務委託車站（日語：業務委託駅）是日本鐵路車站的一種分類，指非由鐵路公司直接派遣公司本身的員工常駐，而是將車站的營運委託給其他專業公司（通常是鐵路公司的關係企業）營運的作法。在業務委託的車站中，除了運務相關的業務（例如列車駕駛員的調派）之外，幾乎所有售票、旅客服務之類的站務事宜都是由受委託的公司負責。且除了部分業務委託車站的站員會穿著與鐵路公司不同的制服之外，對於一般利用車站的乘客而言，與由鐵路公司直接派員營運的「直營車站」並沒有明顯差別。

## 受委託單位
根據鐵路線的經營業者類型之差異，委託經營車站的屬性也多有不同。

### JR集團
自日本國有鐵道分離而出的六家JR客運公司中，只有JR四國未設置業務委託車站，其他各家JR公司多採自營主要大型車站，並將次要車站委外經營的作法。幾乎所有承接JR車站營運的業者，都是JR各公司的關係企業或全資子公司。
以下為各家JR公司與其所委託的車站經營業者：
- 北海道旅客鐵道（JR北海道）
  - 目前的車站業務委託業者：
    - 北海道JR服務網（日语：北海道ジェイ・アール・サービスネット）（）：JR北海道的子公司。

  - 曾經的車站業務委託業者：
    - JR函館開發（日语：ジェイ・アールはこだて開発）（，已結束營業）：2014年10月時因與北海道Kiosk（日语：北海道キヨスク）（）合併而消失的JR北海道子公司。其在合併之前曾受委託經營的四座車站，已轉移由北海道JR服務網承接[1]。
    - JR道東旅遊服務（日语：ジェイ・アール道東トラベルサービス）（，已結束營業）：已在2017年被北海道JR服務網吸收合併而消失的JR北海道子公司。在合併之前曾受託經營幾座JR北海道釧路支社（日语：北海道旅客鉄道釧路支社）轄下的車站，已一併轉移由北海道JR服務網繼續經營。
- 東日本旅客鐵道（JR東日本）
  - 目前的車站業務委託業者：
    - JR東日本車站服務（日语：JR東日本ステーションサービス）（，簡稱JESS）：承包關東地區包括東京、橫濱、八王子、大宮、千葉、水戶與高崎等支社管轄區域內業務委託車站營運的JR東日本子公司。除了業務委託車站的經營外，也有承包部分直營車站（東京、新宿、池袋、上野、品川）內的檢票口或綠窗口之營運業務。
    - JR東日本東北綜合服務（日语：JR東日本東北総合サービス）（，簡稱JR-TSS或「LiViT」）：JR東日本子公司，主要負責經營仙台、盛岡、秋田三個東北地區支社轄下的業務委託車站。
    - JR新潟商務（ジェイアール新潟ビジネス，簡稱JNB）：JR東日本新潟支社的子公司，主要負責經營新潟支社轄下的業務委託車站。
    - 長鐵開發：JR東日本長野支社下屬的子公司，2011年時自信濃企業（日语：しなのエンタープライズ）（）接收長野支社轄下業務委託車站的經營[2]。

  - 曾經的車站業務委託業者：
    - JR千葉鐵道服務（日语：JR千葉鉄道サービス）（，簡稱CTS）：JR東日本千葉支社的子公司，在2013年時為了經營千葉支社所屬之業務委託車站業務而特別成立的子公司，但其受託經營車站的業務已自2015年7月1日起以契約轉移的方式移交給JESS負責。
    - JR水戶鐵道服務（日语：JR水戸鉄道サービス）（）：JR東日本水戶支社的子公司，曾經經營過業務委託車站的營運，但與JR千葉鐵道服務的情況一樣已在2015年時移轉業務給JESS。
    - JR高崎鐵道服務（日语：JR高崎鉄道サービス）（，簡稱TTS）：JR東日本高崎支社的子公司，曾經經營過業務委託車站的營運，但與JR千葉鐵道服務的情況一樣已在2015年時移轉業務給JESS。
    - 信濃企業（日语：しなのエンタープライズ）（）：JR東日本長野支社下屬的子公司，2011年時被長野支社另外一間子公司車站大樓MIDORI（日语：ステーションビルMIDORI）（）吸收合併，原本所負責的車站託管業務轉移由另一家JR東日本集團關係企業長鐵開發接手[2]。
- 東海旅客鐵道（JR東海）：
  - 目前的車站業務委託業者：
    - 東海交通事業（TKJ）：同時經營鐵路線（城北線）與車站託管業務的JR東海子公司。除了直接經營JR東海所委託的業務委託車站外，其所經營的部分車站實際上是先由JR東海委託給各地的地方自治體之後（簡易委託車站），再轉委託給東海交通事業。
    - 新幹線維護東海（日语：新幹線メンテナンス東海）（）：JR東海設置在東京的子公司，受JR東海委託經營東京與品川內的一部份東海道新幹線檢票口[3][註 2]。
    - 關西新幹線服務科技（日语：関西新幹線サービック）（）：JR東海設置在大阪的子公司，受JR東海委託經營京都的新幹線檢票口業務[4][註 3]。
- 西日本旅客鐵道（JR西日本）
  - 目前的車站業務委託業者：
    - JR西日本交通服務（JR西日本交通サービス）：JR西日本子公司，受委託經營JR西日本大阪、京都、神戶等支社與西日本JR巴士所擁有的106座鐵路車站與兩座巴士車票中心，及部分直營車站內如失物中心或詢問處等服務設施[5]。除了直接受JR西日本委託外，也有少數如高月車站是地方自治體轉委託的簡易委託車站[6]。
    - JR西日本MAINTEC（日语：ジェイアール西日本メンテック）（）
    - JR西日本金澤MAINTEC（日语：ジェイアール西日本金沢メンテック）（）
    - JR西日本福知山MAINTEC（日语：ジェイアール西日本福知山メンテック）（）
    - JR西日本岡山MAINTEC（日语：ジェイアール西日本岡山メンテック）（）
    - JR西日本米子MAINTEC（日语：ジェイアール西日本米子メンテック）（）
    - JR西日本廣島MAINTEC（日语：ジェイアール西日本広島メンテック）（）
    - JR西日本福岡MAINTEC（日语：ジェイアール西日本福岡メンテック）（）：總部設置在福岡市的JR西日本子公司。與其他地方性JR西日本MAINTEC系列公司不大相同的是，由於JR西日本福岡支社（日语：西日本旅客鉄道福岡支社）下轄的車站全為直營型態的新幹線車站，福岡MAINTEC僅有承接這些車站的站內清掃維護與詢問處、失物招領處之營運，並未承接整座車站的業務委託。但相對的，福岡MAINTEC卻反而接受了福岡市交通局的委託，負責福岡市高速鐵道（福岡市營地下鐵）七隈線部分路段車站的營運[7]。
- 九州旅客鐵道（JR九州）：
  - 目前的車站業務委託業者：
    - JR九州鐵道營業（日语：JR九州鉄道営業）：JR九州子公司。除了受JR九州委託經營轄內的業務委託車站與部分直營車站的檢票口、售票口業務外，也接受福岡市交通局委託，經營部分福岡市營地下鐵車站的營運[8]。JR九州計畫在2018年7月1日將JR九州鐵道營業併入另一子公司JR九州維護（日语：JR九州メンテナンス）（）旗下，並將合併後的新公司改名為JR九州服務支援（JR九州サービスサポート）[9]。

  - 曾經的車站業務委託業者：
    - 九鐵開發（）：曾經經營過筑肥線上業務委託車站的JR九州子公司。2012年被九州交通企劃合併之後消失，後者成為今日的JR九州鐵道營業。
    - 分鐵開發（日语：九鉄開発）（）：曾經在1987年日本國鐵分割民營化之後經營日豐本線上八座業務委託車站、設置在大分市的JR九州子公司。2015年時結束業務委託車站的經營將相關業務轉由JR九州鐵道營業承接[8]，而公司本身也在2017年（平成29年）4月1日時與另一JR九州子公司JR九州食品服務（JR九州フードサービス）合併而解散[10]。